# Casa Josep Reig
La Casa Josep Reig o Casa-botiga Josep Reig Argelagós és un edifici modernista, obra de Joaquim Raspall, situat al carrer Banys, 44 de la Garriga, que està inclòs a l'Inventari del Patrimoni Arquitectònic de Catalunya.

## Descripció
Edifici entre mitgeres amb planta baixa, pis i golfes. Assentat damunt d'un sòcol de maçoneria ordinària. Rematat per un plafó en quadrícula alternada de rajoles marró i ocre i aquest encerclat per una cantonera metàl·lica. Estuc en faixes horitzontals fins a la imposta ceràmica de les llindes de la planta pis. A la planta pis hi ha tres finestres geminades limitades per elements verticals que suporten el ràfec. A les entrepilastres hi ha esgrafiats amb motius geomètrics florals. Els rètols són de cal·ligrafia purament modernista. Façana completament simètrica, com a únic volum trobem el balcó, element singular de la composició. Les mènsules es troben recobertes per trencadís i aquest, a la vegada, està limitat per un passamà de ferro. A la base hi ha un element geomètric floral de ferro fuetejat adherit orgànicament la paret.